# Корвара
Корва̀ра (на италиански: Corvara) е село и община в Южна Италия, провинция Пескара, регион Абруцо. Разположено е на 625 m надморска височина. Населението на общината е 288 души (към 2010 г.).